# Mai 1873

## Événements

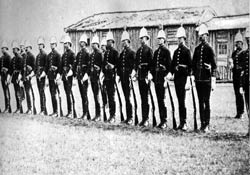
La North-West Mounted Police en 1875.

- 9 mai : crise bancaire. À la suite de la liquidation de deux grandes banques autrichiennes, la bourse de Vienne s’effondre, entraînant la ruine des spéculateurs et des petits épargnants et le début de la Grande dépression.

- 10 mai, Espagne : les républicains de tendance fédéraliste plutôt que centraliste obtiennent la majorité aux Cortes.

- 15 mai : le gouvernement britannique dissout la Compagnie britannique des Indes orientales. Depuis la fin de son monopole, la Compagnie des Indes avait vu peu à peu son importance décliner.
- 20 mai : dépôt de brevet du jean à rivet par Levi Strauss.

- 23 mai : création de la police montée canadienne (North-West Mounted Police).

- 24 mai : Patrice de Mac Mahon devient président de la République française.

## Naissances
- 12 mai : James E.H. MacDonald, artiste
- 17 mai : Albert Edward Matthews, Lieutenant Gouverneur de l'Ontario.

## Décès
- 1er mai : David Livingstone, médecin, missionnaire protestant et explorateur britannique (° 19 mars 1813).
- 5 mai : Albert Goblet d'Alviella, homme politique et militaire belge (° 26 mai 1790).
- 8 mai : John Stuart Mill, philosophe et économiste (° 1806).
- 9 mai : Stéphanie de Virieu, peintre et sculptrice française (° 14 juillet 1785).
- 20 mai : George-Étienne Cartier, politicien.
- 27 mai : Rifa'a al-Tahtawi, réformateur égyptien.
- 29 mai : Édouard de Verneuil, paléontologue français (° 1805).